# عمر دورسي
عمر دورسي (بالإنجليزية: Omar Dorsey)‏ هو ممثل أمريكي، ولد في 22 ديسمبر 1975 في ديكاتور في الولايات المتحدة.

## وصلات خارجية
- عمر دورسي على موقع IMDb (الإنجليزية)
- عمر دورسي على موقع قاعدة بيانات الفيلم (الإنجليزية)